# Liste der Baudenkmäler in Gaukönigshofen
Auf dieser Seite sind die Baudenkmäler in der unterfränkischen Gemeinde Gaukönigshofen zusammengestellt. Diese Tabelle ist eine Teilliste der Liste der Baudenkmäler in Bayern. Grundlage ist die Bayerische Denkmalliste, die auf Basis des Bayerischen Denkmalschutzgesetzes vom 1. Oktober 1973 erstmals erstellt wurde und seither durch das Bayerische Landesamt für Denkmalpflege geführt wird. Die folgenden Angaben ersetzen nicht die rechtsverbindliche Auskunft der Denkmalschutzbehörde.

## Baudenkmäler nach Ortsteilen

### Gaukönigshofen
| Lage                                                                                         | Objekt                                                        | Beschreibung | Akten-Nr.               | Bild           |
| -------------------------------------------------------------------------------------------- | ------------------------------------------------------------- | --- | ----------------------- | -------------- |
| Acholshäuser Straße, an der Gemeindeverbindungsstraße Gaukönigshofen/Acholshausen (Standort) | Bildstock                                                     | Sandstein, mit hl. Josef und 14 Heiligen, neugotisch, 1895 | D-6-79-134-104 Wikidata | weitere Bilder |
| Am Alten Bahnhof 1 (Standort)                                                                | Ehemaliger Bahnhof der Gaubahn                                | Eingeschossiger, verbretterter Holzständerbau auf Sandsteinquadersockel, mit Satteldach, Empfangsgebäude mit ehem. Warte- und Schalteraum (verändert) sowie angeschlossener, breitergelagerter Güterschuppen mit übergiebelter Laderampe, 1907 | D-6-79-134-107          | weitere Bilder |
| Nähe Am Anger, Straße nach Acholshausen (Standort)                                           | Bildstock                                                     | Sandstein, Altarsockel, Säule, Aufsatz mit Kreuzigungsrelief und Giebeldach, 1591 | D-6-79-134-26 Wikidata  | weitere Bilder |
| Am Graben; nördlich des Ortes am Giebelstadter Weg (Standort)                                | Bildstock                                                     | Sandstein, mit Herz Jesu, 1724 | D-6-79-134-25 Wikidata  | BW             |
| Am Königshof 4 (Standort)                                                                    | Wohnhaus                                                      | zweigeschossiger, giebelständiger Satteldachbau mit verputzten Fachwerkobergeschossen, bezeichnet 1519 | D-6-79-134-4 Wikidata   | BW             |
| Am Königshof 4 (Standort)                                                                    | Madonnenfigur                                                 | um 1770 | D-6-79-134-4 Wikidata   | BW             |
| Am Königshof 9 (Standort)                                                                    | Madonnenfigur                                                 | um 1760 | D-6-79-134-5 Wikidata   | BW             |
| Am Königshof 14 a (Standort)                                                                 | Wohnhaus                                                      | erdgeschossiges, traufständiges Doppelhaus mit Satteldach, ehemals Schutzjudenhaus, Ende 18. Jahrhundert | D-6-79-134-95 Wikidata  | BW             |
| Nähe Am Königshof 16 (Standort)                                                              | Ehemaliges jüdisches Ritualbad                                | Mikwe, kleiner erdgeschossiger, Traufseitbau, modern bezeichnet 1819 | D-6-79-134-96 Wikidata  | BW             |
| Am Königshof 21 (Standort)                                                                   | Ehemaliges jüdisches Schulhaus                                | zweigeschossiger Walmdachbau, verputzt, 1900/01 | D-6-79-134-105 Wikidata | BW             |
| Am Königshof 22 (Standort)                                                                   | Ehemalige Synagoge                                            | Satteldachbau, Bruchstein mit Hausteingliederungen, 1842 | D-6-79-134-97 Wikidata  | weitere Bilder |
| Nähe Acholshäuser Straße (Standort)                                                          | Bildstock                                                     | mit Marienrelief, 18. Jahrhundert | D-6-79-134-27 Wikidata  | weitere Bilder |
| Brunnenstraße 5 (Standort)                                                                   | Hausmadonna                                                   | 18. Jahrhundert | D-6-79-134-6            | BW             |
| Frächt, an der Straße nach Wolkshausen (Standort)                                            | Wegkreuz                                                      | Sandstein, bezeichnet 1848 | D-6-79-134-24 Wikidata  | BW             |
| Gänsäcker (Standort)                                                                         | Wegkreuz                                                      | Sandstein, mit Marienfigur, um 1900 | D-6-79-134-103 Wikidata | BW             |
| Hauptstraße ()                                                                               | Bildstock                                                     | rechteckiger Schaft auf Piedestal mit halbrundem Aufsatz, dort Darstellung der Eucharistie, um 1720 | D-6-79-134-108          |                |
| Hauptstraße 8 (Standort)                                                                     | Hausfigur                                                     | hl. Sebastian, 18. Jahrhundert | D-6-79-134-7 Wikidata   | BW             |
| Hauptstraße 12 (Standort)                                                                    | Wohnhaus                                                      | zweigeschossiger Satteldachbau in Ecklage mit Eckerker und Fachwerkgiebel, bezeichnet 1907 | D-6-79-134-8 Wikidata   | weitere Bilder |
| Hauptstraße 12, an der Toreinfahrt (Standort)                                                | Marienfigur                                                   | Sandstein, 17. Jahrhundert | D-6-79-134-8 Wikidata   | BW             |
| Hauptstraße 12 (Standort)                                                                    | Kreuzigungsgruppe                                             | nach Riemenschneider | D-6-79-134-8 Wikidata   | BW             |
| Hauptstraße 13 (Standort)                                                                    | Hausmadonna                                                   | Sandstein, 1779 | D-6-79-134-9 Wikidata   | weitere Bilder |
| Hauptstraße 16 (Standort)                                                                    | Rathaus                                                       | zweigeschossiger, traufständiger Satteldachbau mit Volutengiebeln, 17. Jahrhundert | D-6-79-134-11 Wikidata  | weitere Bilder |
| Hauptstraße 16, am Rathaus (Standort)                                                        | Bildstock                                                     | Sandstein, mit Relief Kreuzigung, 1463 | D-6-79-134-11 Wikidata  | BW             |
| Hauptstraße 16, am Rathaus (Standort)                                                        | Bildstock                                                     | mit Relief hl. Familie, 1759 | D-6-79-134-11 Wikidata  | weitere Bilder |
| Hauptstraße 21 (Standort)                                                                    | Relief                                                        | Sandstein, Marientod, mit Stiftern, um 1460 | D-6-79-134-12 Wikidata  | BW             |
| Hauptstraße 22 (Standort)                                                                    | Kreuzigungsrelief                                             | 17. Jahrhundert | D-6-79-134-13 Wikidata  | BW             |
| Hofläng, Holzweg, in der Flur Richtung Tückelhausen (Standort)                               | Bildstock                                                     | Sandstein, Altarsockel und Pfeiler mit Fialenaufsatz, neugotisch, bezeichnet 1892 | D-6-79-134-32 Wikidata  | BW             |
| Nähe Immentalgraben, nördlich des Ortes (Standort)                                           | Bildstock                                                     | Sandstein, Pfeiler und Aufsatz mit Flucht nach Ägypten, 1642 | D-6-79-134-22 Wikidata  | weitere Bilder |
| Kirchplatz, am Kirchplatz aufgestellt (Standort)                                             | Zwei Heiligenfiguren                                          | Sandstein, 2. Hälfte 18. Jahrhundert, eine bezeichnet 1778 | D-6-79-134-10 Wikidata  | weitere Bilder |
| Kirchplatz 1 (Standort)                                                                      | Katholische Pfarrkirche hl. Schutzengel und St. Jakobus Major | Saalbau mit eingezogenem Chor und Chorflankenturm; Pilastergliederung, 1724–30 nach Plänen Balthasar Neumanns; mit Ausstattung | D-6-79-134-15 Wikidata  | weitere Bilder |
| Kirchplatz 1 (Standort)                                                                      | Ölbergkapelle                                                 | mit Figuren des frühen 17. Jahrhunderts | D-6-79-134-15 Wikidata  | weitere Bilder |
| Kirchplatz 1 (Standort)                                                                      | Friedhof                                                      | Grabmäler, frühes 19.–20. Jahrhundert | D-6-79-134-15 Wikidata  | weitere Bilder |
| Kirchplatz 1 (Standort)                                                                      | Friedhofskreuz                                                | Sandstein, mit Schmerzensmutter, 1741 | D-6-79-134-15 Wikidata  | weitere Bilder |
| Kirchplatz 1 (Standort)                                                                      | Lourdesgrotte                                                 | | D-6-79-134-15 Wikidata  | BW             |
| Kirchplatz 2 (Standort)                                                                      | Katholisches Pfarrhaus                                        | zweigeschossiger Halbwalmdachbau, mit geohrten Rahmungen, im Kern 17. Jahrhundert, Umbau 1. Hälfte 18. Jahrhundert | D-6-79-134-16 Wikidata  | weitere Bilder |
| Kirchplatz 2 (Standort)                                                                      | Nebengebäude                                                  | erdgeschossiger Krüppelwalmdachbau, 18. Jahrhundert | D-6-79-134-16 Wikidata  | weitere Bilder |
| Kirchplatz 4 (Standort)                                                                      | Pietà-Relief                                                  | 17. Jahrhundert | D-6-79-134-17 Wikidata  | BW             |
| Mühlstraße 20 (Standort)                                                                     | Pietà-Figur                                                   | Sandstein, wohl 17. Jahrhundert | D-6-79-134-18 Wikidata  | BW             |
| Nähe Kirchplatz; Nähe Hauptstraße; unterhalb der Kirche am Dorfplatz. (Standort)             | Mariensäule                                                   | Sandstein, lebensgroße Madonnenfigur auf Sockel, um 1860/70 (in der Mitte) | D-6-79-134-14 Wikidata  | weitere Bilder |
| Nähe Kirchplatz; Nähe Hauptstraße; unterhalb der Kirche am Dorfplatz (Standort)              | zwei Heiligenfiguren                                          | Sandstein, 18. Jahrhundert | D-6-79-134-14 Wikidata  | weitere Bilder |
| Nikolausgraben 9 (Standort)                                                                  | Kath. Kapelle St. Nikolaus                                    | Saalbau mit Chorturm, 1613; mit Ausstattung | D-6-79-134-19 Wikidata  | BW             |
| Raiffeisenplatz 1; am Kapellenacker, gegenüber Lagerhaus (Standort)                          | Bildstock mit Pietà                                           | 18. Jahrhundert | D-6-79-134-28           | BW             |
| an der Straße nach Tückelhausen ()                                                           | Bildstock                                                     | Relief mit Heiligblutdarstellung, 17./18. Jahrhundert; nicht nachqualifiziert, im Bayerischen Denkmal-Atlas nicht kartiert | D-6-79-134-23 Wikidata  |                |
| Rosengarten; in der Rosengartensiedlung. (Standort)                                          | Wegkreuz                                                      | Sandstein, um 1850/60 | D-6-79-134-31 Wikidata  | BW             |
| Schanz; links an der Straße nach Wolkshausen, im Flurstück „In der Schanz“ (Standort)        | Kreuzschlepper                                                | Sandstein, 18. Jahrhundert | D-6-79-134-98           | BW             |
| Staatsstraße 2270; Straße nach Tückelhausen (Standort)                                       | Bildstock                                                     | Sandstein, Pfeiler und Aufsatz mit Dreieinigkeit und Giebeldach, 1930 | D-6-79-134-29 Wikidata  | weitere Bilder |
| Steinbruch; Ochsenfurter Steige (Standort)                                                   | Bildstock                                                     | Sandstein, mit Kreuzigungsrelief und Eselsrückenabschluss, 1454 | D-6-79-134-30 Wikidata  | BW             |
| Zehnthofstraße 5 (Standort)                                                                  | Einfahrt des ehemaligen Zehnthofes                            | mit Löwenmaske, bezeichnet 1696 | D-6-79-134-20 Wikidata  | BW             |
| Zehnthofstraße 5 (Standort)                                                                  | Pietà                                                         | um 1700 | D-6-79-134-20 Wikidata  | BW             |
| Zehnthofstraße 8 (Standort)                                                                  | Hausfigur                                                     | Sandstein, Pietà, 18. Jahrhundert | D-6-79-134-21 Wikidata  | BW             |
| Zehnthofstraße 8; an der Grundstücksmauer (Standort)                                         | Ölbergchristus                                                | 18. Jahrhundert | D-6-79-134-21 Wikidata  | BW             |

### Acholshausen
| Lage                                                     | Objekt                                   | Beschreibung | Akten-Nr.              | Bild           |
| -------------------------------------------------------- | ---------------------------------------- | --- | ---------------------- | -------------- |
| Eselsäcker; Kr WÜ 46; Straße nach Giebelstadt (Standort) | Bildstock                                | Sandstein, Pfeiler und Aufsatz mit Pietà unter Kronenhaube, 18. Jahrhundert                                                       | D-6-79-134-48 Wikidata | BW             |
| Hecke 1, an der Grundstücksmauer (Standort)              | Marienstatue                             | Sandstein, in Rundbogennische, bezeichnet 1790                                                                                    | D-6-79-134-33 Wikidata | weitere Bilder |
| Hugo-Wilz-Straße; an der Steig (Standort)                | Bildstock                                | Sandstein, Pfeiler und Aufsatz mit Kreuzigung, bezeichnet 1737                                                                    | D-6-79-134-47 Wikidata | BW             |
| Hugo-Wilz-Straße 15 (Standort)                           | Hausfigur                                | Maria mit Kind und Zepter, bezeichnet 1796                                                                                        | D-6-79-134-36 Wikidata | weitere Bilder |
| Hugo-Wilz-Straße 17 (Standort)                           | Ehemaliges Amtshaus von Stift Haug       | zweigeschossiger Mansardwalmdachbau mit Eckpilastern und geohrten Fensterrahmungen, 1716, Entwurf und Ausführung Joseph Greissing | D-6-79-134-37 Wikidata | weitere Bilder |
| Hugo-Wilz-Straße 17 (Standort)                           | Nebengebäude                             | zweigeschossiger Mansarddachbau, im Giebel Fachwerk                                                                               | D-6-79-134-37 Wikidata | weitere Bilder |
| Hugo-Wilz-Straße 17 (Standort)                           | Nebengebäude                             | erdgeschossiger Satteldachbau, nach 1825                                                                                          | D-6-79-134-37 Wikidata | weitere Bilder |
| Hugo-Wilz-Straße 17 (Standort)                           | Scheune                                  | Bruchsteinbau mit Satteldach, 18. Jahrhundert, nach 1825 vergrößert                                                               | D-6-79-134-37 Wikidata | weitere Bilder |
| Hugo-Wilz-Straße 17 (Standort)                           | Umfassungsmauer                          | mit Stützstreben, 18. Jahrhundert                                                                                                 | D-6-79-134-37 Wikidata | weitere Bilder |
| Hugo-Wilz-Straße 18 (Standort)                           | Altes Pfarrhaus                          | zweigeschossiger Satteldachbau mit verputztem Fachwerkobergeschoss, bezeichnet 1617                                               | D-6-79-134-38 Wikidata | weitere Bilder |
| Hugo-Wilz-Straße 19 (Standort)                           | Madonnenfigur                            | Holz, gefasst, frühes 19. Jahrhundert                                                                                             | D-6-79-134-99 Wikidata | BW             |
| Nähe Hugo-Wilz-Straße 7 (Standort)                       | Kapelle                                  | Satteldachbau mit eingezogener Rundapsis und Sandsteingliederung, historistisch, bezeichnet 1887; mit Ausstattung                 | D-6-79-134-35 Wikidata | weitere Bilder |
| Kirchweg, am Aufgang zur Kirche (Standort)               | Zwei Sandsteinfiguren                    | Maria (links) und Josef mit Kind (rechts), 18. Jahrhundert                                                                        | D-6-79-134-43 Wikidata | weitere Bilder |
| Kirchweg 7 (Standort)                                    | Katholische Pfarrkirche St. Bartholomäus | nachgotische Anlage, spätes 16. Jahrhundert, Schiff 1750 verlängert, Wiederaufbau nach 1945; mit Ausstattung                      | D-6-79-134-34 Wikidata | weitere Bilder |
| Kirchweg 7, Kirchweg 2 (Standort)                        | Stützmauern                              | der ehemaligen Kirchhofbefestigung                                                                                                | D-6-79-134-34 Wikidata | BW             |
| an der Wester (Standort)                                 | Kruzifix                                 | 19. Jahrhundert | D-6-79-134-50 Wikidata | BW             |
| Ratstein 1 (Standort)                                    | Bauernhaus                               | zweigeschossiger, giebelständiger Krüppelwalmdachbau mit geohrten Fensterrahmungen, verputzt, frühes 19. Jahrhundert              | D-6-79-134-39 Wikidata | weitere Bilder |
| Ratstein 1, an der Scheune (Standort)                    | Pietà                                    | Sandsteinskulptur in Wandnische, 1817                                                                                             | D-6-79-134-39 Wikidata | weitere Bilder |
| Spitalgasse 1 (Standort)                                 | Bildstock                                | Sandstein, Pfeiler und Aufsatz mit Kreuzigung, bezeichnet 1752                                                                    | D-6-79-134-40 Wikidata | weitere Bilder |
| Steig, im Friedhof (Standort)                            | Kreuzwegstationen                        | Sandsteinreliefplatten, 19. Jahrhundert                                                                                           | D-6-79-134-46 Wikidata | weitere Bilder |
| Steig; Straße nach Giebelstadt (Standort)                | Bildstock                                | Sandstein, halbrunder Sockel, Aufsatz mit Kreuzigung, gefasst                                                                     | D-6-79-134-49 Wikidata | BW             |
| an der Steig ()                                          | Sühnekreuz                               | nicht nachqualifiziert, im Bayerischen Denkmal-Atlas nicht kartiert                                                               | D-6-79-134-54 Wikidata |                |
| am Herchsheimer Weg (Standort)                           | Sühnekreuz                               | nicht nachqualifiziert | D-6-79-134-52 Wikidata | BW             |
| am Trunks-Wäldchen ()                                    | Sühnekreuz                               | nicht nachqualifiziert, im Bayerischen Denkmal-Atlas nicht kartiert                                                               | D-6-79-134-53          |                |
| Weinbergweg (Standort)                                   | Bildnische                               | „Gegeißelter Heiland“, Sandstein, 18. Jahrhundert                                                                                 | D-6-79-134-44 Wikidata | BW             |
| Weinbergweg (Standort)                                   | Bildstock                                | Sandstein, Schaft nach oben stark verjüngt, Aufsatz mit Pietà, bezeichnet 1697                                                    | D-6-79-134-45 Wikidata | BW             |
| Wester (Standort)                                        | Wegkreuz                                 | Sandstein, 18. Jahrhundert | D-6-79-134-51 Wikidata | BW             |
| Wester 2, 3, an Nebengebäude (Standort)                  | Sebastiansfigur                          | Sandstein, 18. Jahrhundert | D-6-79-134-41 Wikidata | BW             |
| Wester; Wester 2, auf dem Dorfplatz (Standort)           | Marienstatue                             | Sandstein, auf Sockel mit gebauchter Säule, bezeichnet 1877                                                                       | D-6-79-134-42 Wikidata | weitere Bilder |

### Eichelsee
| Lage                                                       | Objekt                                   | Beschreibung                                                                                             | Akten-Nr.              | Bild           |
| ---------------------------------------------------------- | ---------------------------------------- | --- | ---------------------- | -------------- |
| Am Berg; Ecke Sommerrain/Am Berg (Standort)                | Bildstock                                | Sandstein, Pfeiler und Aufsatz mit Marienkrönung und Pietà, 2. Hälfte 18. Jahrhundert                    | D-6-79-134-62 Wikidata | weitere Bilder |
| An den vierzehn Morgen; Straße nach Ochsenfurt (Standort)  | Bildstock                                | Sandstein, Pfeiler und Aufsatz mit Kreuzigung und dem Blutwunder von Walldürn, 1. Hälfte 18. Jahrhundert | D-6-79-134-64 Wikidata | BW             |
| Brückenstraße 4; Ortsausgang nach Rittershausen (Standort) | Bildstock                                | Sandstein, Säule und Aufsatz mit Madonnenrelief, Giebelbedachung und Kreuz, bezeichnet 1921              | D-6-79-134-60 Wikidata | weitere Bilder |
| Dorfäcker; Klingengärtlein (Standort)                      | Marienfigur                              | Sandstein, auf hohem Sockel, bezeichnet 1921; Brunnenstube                                               | D-6-79-134-59 Wikidata | weitere Bilder |
| Lange Läng; Straße nach Ochsenfurt (Standort)              | Kreuzschlepper                           | Sandstein, 1773, von Johann Michael Pfeuffer                                                             | D-6-79-134-63 Wikidata | BW             |
| Marienplatz, auf dem Dorfplatz (Standort)                  | Marienfigur                              | Sandstein, um 1860/70                                                                                    | D-6-79-134-58 Wikidata | weitere Bilder |
| Marienplatz 3 (Standort)                                   | Katholische Kuratiekirche St. Laurentius | Chorturmkirche, mittelalterlicher Kern, Veränderungen im 18. Jahrhundert; mit Ausstattung                | D-6-79-134-55 Wikidata | weitere Bilder |
| Ochsenfurter Straße 5; im Dorf (Standort)                  | Bildstock                                | Sandstein, Pfeiler und Aufsatz mit Dreifaltigkeit, bezeichnet 1748                                       | D-6-79-134-57 Wikidata | weitere Bilder |
| Sommerrain (Standort)                                      | Bildstock                                | mit Hl. Familie, 1749                                                                                    | D-6-79-134-61 Wikidata | weitere Bilder |
| Nähe Sommerrain, außerhalb des Ortes (Standort)            | Friedhof                                 | Anlage des 19. Jahrhunderts                                                                              | D-6-79-134-56 Wikidata | weitere Bilder |
| Nähe Sommerrain, außerhalb des Ortes (Standort)            | Friedhofsmauer                           | | D-6-79-134-56 Wikidata | weitere Bilder |
| Nähe Sommerrain, außerhalb des Ortes (Standort)            | Friedhofskreuz                           | 1829 | D-6-79-134-56 Wikidata | weitere Bilder |

### Rittershausen
| Lage                                                                                       | Objekt                               | Beschreibung | Akten-Nr.               | Bild           |
| ------------------------------------------------------------------------------------------ | ------------------------------------ | --- | ----------------------- | -------------- |
| Bei der Kapelle 2; Ortsausgang nach Gaukönigshofen (Standort)                              | Bildstock                            | mit Muttergottes, 1885 | D-6-79-134-76 Wikidata  | BW             |
| Berg; Kreisstraße WÜ 50; Straße nach Hopferstadt (Standort)                                | Bildstock                            | Sandstein, Pfeiler und Aufsatz mit Madonnenrelief und Giebeldach, 1764                                                         | D-6-79-134-68 Wikidata  | weitere Bilder |
| Bolzhäuser Straße (Standort)                                                               | Kreuzschlepper                       | Sandstein, auf hohem Sockel, bezeichnet 1788                                                                                   | D-6-79-134-71 Wikidata  | weitere Bilder |
| Dorfgrabenweg; Eichelseer Straße; Nähe Kirchgasse; an der Straße nach Eichelsee (Standort) | Bildstock                            | Sandstein, Pfeiler und Aufsatz mit Relief der Marienkrönung, Mitte 18. Jahrhundert                                             | D-6-79-134-102 Wikidata | weitere Bilder |
| Nähe Eichelseer Straße; Straßenkreuzung nordwestlich am Dorfeingang (Standort)             | Pietà                                | Sandstein, 1757, von Conrad Ludwig Gallus Hermes                                                                               | D-6-79-134-2 Wikidata   | weitere Bilder |
| Gänsweiher; Hopferstadter Straße; Ortsausgang nach Hopferstadt (Standort)                  | Bildstock                            | Sandstein, Pfeiler und Aufsatz mit Kreuzigung, Muschelabschluss und Kugelaufsätzen, 1590                                       | D-6-79-134-72 Wikidata  | weitere Bilder |
| Gaubahn; in der Flur südlich des Ortes (Standort)                                          | Bildstock                            | Sandstein, Pfeiler und Aufsatz mit den Vierzehn Nothelfern, 2. Hälfte 18. Jahrhundert                                          | D-6-79-134-73 Wikidata  | BW             |
| Otto-Menth-Straße 4; Straßenkreuzung nordwestlich am Dorfeingang (Standort)                | Bildstock                            | Sandstein, Pfeiler und Aufsatz mit Kreuzigung, 1674                                                                            | D-6-79-134-75 Wikidata  | weitere Bilder |
| Otto-Menth-Straße 9 (Standort)                                                             | Katholische Pfarrkirche St. Matthäus | viergeschossiger Chorturm mit Spitzhelm an eingezogenem Chor 13. Jahrhundert, Langhaus mit Satteldach 1783–85; mit Ausstattung | D-6-79-134-65 Wikidata  | weitere Bilder |
| Otto-Menth-Straße 9 (Standort)                                                             | Freitreppe                           | mit Sandsteinfiguren der hll. Kilian, 1891 (links), und Nepomuk, 1770 (rechts)                                                 | D-6-79-134-65 Wikidata  | weitere Bilder |
| Otto-Menth-Straße 9 (Standort)                                                             | Friedhofsmauer                       | mit Resten der ehemaligen Ortsbefestigung                                                                                      | D-6-79-134-65 Wikidata  | weitere Bilder |
| Otto-Menth-Straße 9 (Standort)                                                             | Sammelgrabstätte der Seelsorger      | mit Kreuzschlepper, 2. Hälfte 18. Jahrhundert                                                                                  | D-6-79-134-65 Wikidata  | weitere Bilder |
| Otto-Menth-Straße 9 (Standort)                                                             | Pietà-Gruppe unter dem Kreuz         | 1798 | D-6-79-134-65 Wikidata  | weitere Bilder |
| Otto-Menth-Straße 17 (Standort)                                                            | Bauernhaus                           | zweigeschossiger Bruchsteinbau mit Hausteingliederung und Krüppelwalmdach, um 1850                                             | D-6-79-134-66 Wikidata  | weitere Bilder |
| Otto-Menth-Straße 17 (Standort)                                                            | Hausmadonna                          | wohl 18. Jahrhundert | D-6-79-134-66 Wikidata  | BW             |
| Otto-Menth-Straße 18 (Standort)                                                            | Hausfigur                            | hl. Josef, 18. Jahrhundert | D-6-79-134-67 Wikidata  | weitere Bilder |
| Thierbach; Ortsausgang nach Hopferstadt (Standort)                                         | Wegkreuz                             | Sandstein, mit Schmerzensmutter und Einfriedung, um 1900                                                                       | D-6-79-134-70 Wikidata  | weitere Bilder |
| Sonderhöfer Straße 5; Sonderhöfer Straße, vor dem Bahnübergang (Standort)                  | Bildstock                            | Sandstein, Pfeiler und Aufsatz mit Dreifaltigkeit und Giebel, neugotisch, 1859                                                 | D-6-79-134-74 Wikidata  | weitere Bilder |
| Weinbergsäcker; Straße nach Hopferstadt (Standort)                                         | Bildstocksockel                      | Sandstein, bezeichnet 1921 | D-6-79-134-69 Wikidata  | weitere Bilder |

### Wolkshausen
| Lage                                                                      | Objekt                                     | Beschreibung | Akten-Nr.               | Bild           |
| ------------------------------------------------------------------------- | ------------------------------------------ | --- | ----------------------- | -------------- |
| Am Riedweg; Euerhausener Schleifweg; bei der Sebastianskapelle (Standort) | Pietà                                      | Sandstein, mit Kreuz, 17. Jahrhundert | D-6-79-134-3 Wikidata   | weitere Bilder |
| Binsenacker; Herchsheimer Weg; Weg nach Giebelstadt (Standort)            | Bildstock                                  | Sandstein, Pfeiler und Aufsatz mit Kreuzigung, geschweiftem Dach und Kreuz, 1588                                                                    | D-6-79-134-89 Wikidata  | weitere Bilder |
| Dorfstraße 1 (Standort)                                                   | Pfarrhaus                                  | zweigeschossiger Walmdachbau mit Sandsteingliederung, neubarock, 1909                                                                               | D-6-79-134-100 Wikidata | weitere Bilder |
| Dorfstraße 1 (Standort)                                                   | Nebengebäude                               | erdgeschossiger Bau mit Zierfachwerk und abgewalmtem Dach                                                                                           | D-6-79-134-100 Wikidata | weitere Bilder |
| Dorfstraße 2 (Standort)                                                   | Katholische Pfarrkirche Mariä Verkündigung | Saalbau mit Satteldach, Sakristeianbau, Chorturm mit Spitzhelm, im Kern mittelalterlich, 1616 umgebaut, 1778 erweitert; mit Ausstattung             | D-6-79-134-77 Wikidata  | weitere Bilder |
| Dorfstraße 2 (Standort)                                                   | Freitreppe                                 | Sandstein, mit Terrasse | D-6-79-134-77 Wikidata  | weitere Bilder |
| Dorfstraße 2 (Standort)                                                   | Ölbergkapelle                              | 19. Jahrhundert, Dach erneuert | D-6-79-134-77 Wikidata  | weitere Bilder |
| Dorfstraße 2 (Standort)                                                   | Friedhof                                   | | D-6-79-134-77 Wikidata  | weitere Bilder |
| Dorfstraße 2 (Standort)                                                   | Bildstock                                  | mit Kreuzigungsrelief, 14. Jahrhundert, um 1600 zum Grabstein umgeformt                                                                             | D-6-79-134-77 Wikidata  | weitere Bilder |
| Dorfstraße 2 (Standort)                                                   | Friedhofskreuz                             | um 1860 | D-6-79-134-77 Wikidata  | weitere Bilder |
| Dorfstraße 2 (Standort)                                                   | Lourdesgrotte                              | | D-6-79-134-77 Wikidata  | weitere Bilder |
| Dorfstraße 17 (Standort)                                                  | Hausmadonna                                | Sandstein, mit Engeln, 1784 | D-6-79-134-78 Wikidata  | BW             |
| Nähe Dorfstraße; vor der alten Schule (Standort)                          | Kriegerdenkmal                             | Sandstein, Kriegerfigur mit Schwert und Schild, darauf Christusmonogramm „IHC“ mit Kreuz, beiderseits um zwei Inschriftblöcke erweitert, um 1920/25 | D-6-79-134-84 Wikidata  | weitere Bilder |
| Eßfelder Weg; Weißes Bild; in der Flur, nördlich des Ortes (Standort)     | Mariensäule                                | Sandstein, 1892 | D-6-79-134-88 Wikidata  | BW             |
| Euerhausener Schleifweg; Straße nach Euerhausen (Standort)                | Bildstock                                  | Sandstein, Pfeiler und Aufsatz mit Kreuzigung und Muschelabschluss, bezeichnet 1589                                                                 | D-6-79-134-91 Wikidata  | BW             |
| Gießgraben; Straße nach Rittershausen (Standort)                          | Bildstock                                  | Sandstein, Pfeiler und Aufsatz mit Kreuzigung und Krone, 1799                                                                                       | D-6-79-134-94 Wikidata  | weitere Bilder |
| Im Tiergarten; Schießstandweg, südlich des Ortes (Standort)               | Pietà                                      | Sandstein, auf Sockel, 1766 | D-6-79-134-1 Wikidata   | weitere Bilder |
| Im Tiergarten; Straße nach Euerhausen (Standort)                          | Bildstock                                  | Sandstein, zweistufiger Pfeiler und Aufsatz mit Kreuzigung, 1589                                                                                    | D-6-79-134-93 Wikidata  | weitere Bilder |
| Kapellenstraße 2 (Standort)                                               | Bildstock                                  | Sandstein, Pfeiler mit Figurenreliefs und Aufsatz mit Relief Marienkrönung, bezeichnet 1768                                                         | D-6-79-134-80 Wikidata  | weitere Bilder |
| Kapellenstraße 14; Straße nach Gaukönigshofen (Standort)                  | Wegkreuz                                   | Sandstein, auf niedrigem Sockel, 2. Hälfte 19. Jahrhundert                                                                                          | D-6-79-134-87 Wikidata  | weitere Bilder |
| Nähe Kapellenstraße (Standort)                                            | Katholische Kapelle St. Sebastian          | Saalbau mit eingezogenem, dreiseitig geschlossenem Chor und Dachreiter, 1771–72; mit Ausstattung                                                    | D-6-79-134-79 Wikidata  | weitere Bilder |
| Nähe Pfaffenweg; Weg nach Giebelstadt (Standort)                          | Kreuzschlepper                             | Sandstein, auf hohem Sockel, 1801 | D-6-79-134-90 Wikidata  | BW             |
| Ringstraße, bei Nr. 9 (Standort)                                          | Bildstock                                  | Sandstein, mit Schmerzensmutter, bezeichnet 1826 | D-6-79-134-81 Wikidata  | weitere Bilder |
| Ringstraße 11 (Standort)                                                  | Bauernhof                                  | zweigeschossiges Bauernhaus mit Krüppelwalmdach, Fachwerkkniestock und Erker, 1909                                                                  | D-6-79-134-101 Wikidata | weitere Bilder |
| Ringstraße 11 (Standort)                                                  | Bauernhof, Nebengebäude                    | Satteldachbau mit Fachwerkobergeschoss | D-6-79-134-101 Wikidata | weitere Bilder |
| Ringstraße 11 (Standort)                                                  | Bauernhof, Stadel                          | Fachwerkbau mit Satteldach | D-6-79-134-101 Wikidata | BW             |
| Ringstraße 13 (Standort)                                                  | Wandnische                                 | mit Geißelchristus, 18. Jahrhundert | D-6-79-134-82 Wikidata  | BW             |
| Seestraße (Standort)                                                      | Wegkreuz                                   | Sandstein, 1919 | D-6-79-134-83 Wikidata  | weitere Bilder |
| Staatsstraße 2270; Straße nach Gaukönigshofen (Standort)                  | Bildstock                                  | Sandstein, mit Kreuzigung, 1773 | D-6-79-134-85 Wikidata  | weitere Bilder |
| Stiegel; Weggabelung vor dem Löschwasserteich (Standort)                  | Bildstock                                  | Sandstein, mit Marienkrönung, 1865 | D-6-79-134-86 Wikidata  | weitere Bilder |
| Triebäcker; Straße nach Euerhausen (Standort)                             | Kreuzschlepper                             | Sandstein, auf hohem Sockel, 1711 | D-6-79-134-92 Wikidata  | BW             |
| Nähe Holzweg ()                                                           | Bildstock                                  | Reliefaufsatz mit Darstellung der Hl. Dreifaltigkeit und Inschriftkartusche über Vierkantpfeiler und Postament, Sandstein, bez. 1740                | D-6-79-134-109          |                |